# Grecii din Republica Moldova

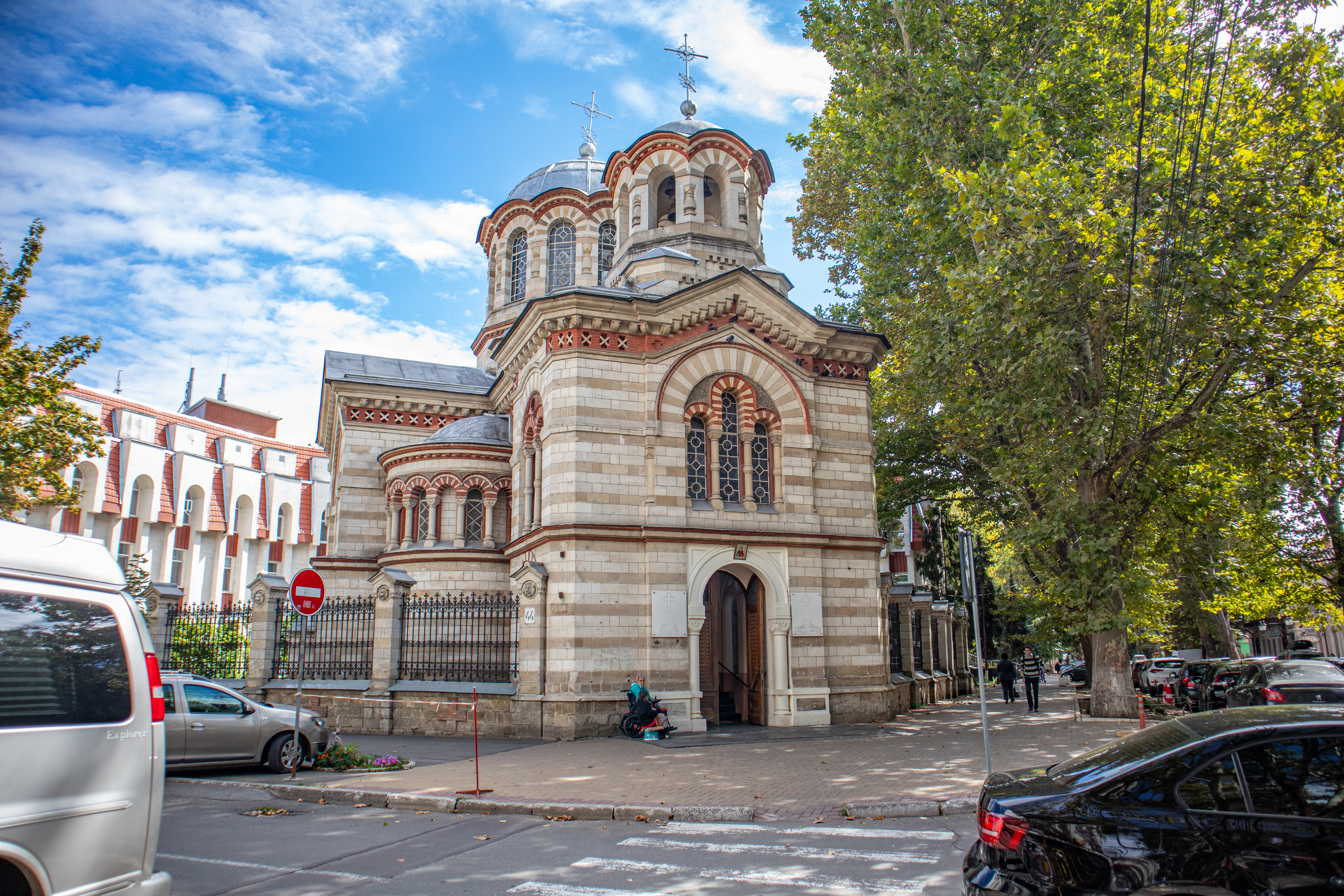
Biserica Sfântul Pantelimon din Chișinău, edificiu reprezentativ al comunității elene din Republica Moldova (1891)

Grecii din Republica Moldova constituie o comunitate etnică cu aproximativ 3.000 de membri. Treizeci de companii grecești sunt active în Moldova, iar capitalul grecesc investit se ridică la 5,3 milioane de dolari (octombrie 2003). Recent s-a descoperit că sediul central al organizației revoluționare grecești Filiki Etaireia a fost pe teritoriul actual al Republicii Moldova.

## Istoric
Prezența greacă pe teritoriul actual al Republicii Moldova își are originea în așezările de tip apoikiai (colonii) și emporia (centre comerciale) fondate în și în jurul Dobrogei începând din secolul al VII-lea î.Hr.. Începând cu colonia milesiană de la Istros, procesul de colonizare a atins apogeul după fondarea orașului Tomis în secolul al V-lea î.Hr.. Cu toate că au fost supuse mereu interferenței dacice și ușor perturbate de schimbările din politica șefilor de trib vecini, coloniile au prosperat până când au fost supuse sub diferite forme de regele Burebista (sfârșitul secolului I î.Hr.). Imediat după aceea, și pentru următoarele secole, ele au fost deposedate de privilegiile lor de către noii stăpâni romani și au intrat într-o perioadă de criză ce a coincis cu criza Imperiului. 

## Personalități
- Pantelimon V. Sinadino (1875-1940), primar al Chișinăului
- Vladimir Cosse (n. 1967), fost fotbalist internațional moldovean